# Джарвис, Мартин
Мартин Джарвис, OBE (англ. Martin Jarvis; род. 4 августа 1941, Челтнем, Глостершир) — английский актёр. Первоначально отметившись ролями на телевидении и в кино, он стал впоследствии известен как актёр озвучивания — в первую очередь аудиокниг и радиопостановок.

## Фильмография

### Полнометражные фильмы
- Secrets of a Windmill Girl (1966) — Mike, Windmill Stage Manager
- The Last Escape (1970) — Lt. Donald Wilcox
- Taste the Blood of Dracula (1970) — Jeremy Secker
- The Bunker (1981) — Johannes Hentschel
- Buster (1988) — Inspector Mitchell
- Emily’s Ghost (1992) — Papa
- Police Story 4: First Strike (1996) — Australian Group #8
- Titanic (1997) — Sir Duff Gordon
- Beginner’s Luck (2001) — Old luvvie
- Mrs Caldicot's Cabbage War (2002) — JB
- Framed (2008) — Richard
- The Girl with the Dragon Tattoo (2011) — Birger
- Neander-Jin: The Return of the Neanderthal Man (2011) — Peter Blodnik
- Wreck-It Ralph (2012) — Saitine (voice)
- United Passions (2014) — Sir Stanley Rous